# Willian Dourado
Pour les articles homonymes, voir Venâncio.
Willian Denilson Venâncio Dourado (né le 6 janvier 1994 à Penápolis) est un athlète brésilien, spécialiste du lancer du poids.

## Carrière
Le 24 juin 2017, il lance le poids à 19,95 m pour remporter la médaille d'argent des Championnats d'Amérique du Sud à Luque (Paraguay).
Le 30 avril 2017, il avait porté son record personnel à 20,22 m à Campinas.

## Palmarès
| Date | Compétition                    | Lieu           | Résultat | Marque  |
| ---- | ------------------------------ | -------------- | -------- | ------- |
| 2016 | Championnats ibéro-américains  | Rio de Janeiro | 3e       | 18,96 m |
| 2017 | Championnats d'Amérique du Sud | Luque          | 2e       | 19,95 m |
| 2017 | Universiade                    | Taipei         | 7e       | 19,25 m |
| 2019 | Championnats d'Amérique du Sud | Lima           | 2e       | 19,09 m |
| 2019 | Universiade                    | Naples         | 4e       | 19,99 m |
| 2023 | Championnats d'Amérique du Sud | São Paulo      | 3e       | 19,45 m |

## Records
| Épreuve         | Épreuve   | Marque  | Lieu     | Date          |
| --------------- | --------- | ------- | -------- | ------------- |
| Lancer du poids | Plein air | 20,22 m | Campinas | 30 avril 2017 |